# Канционал

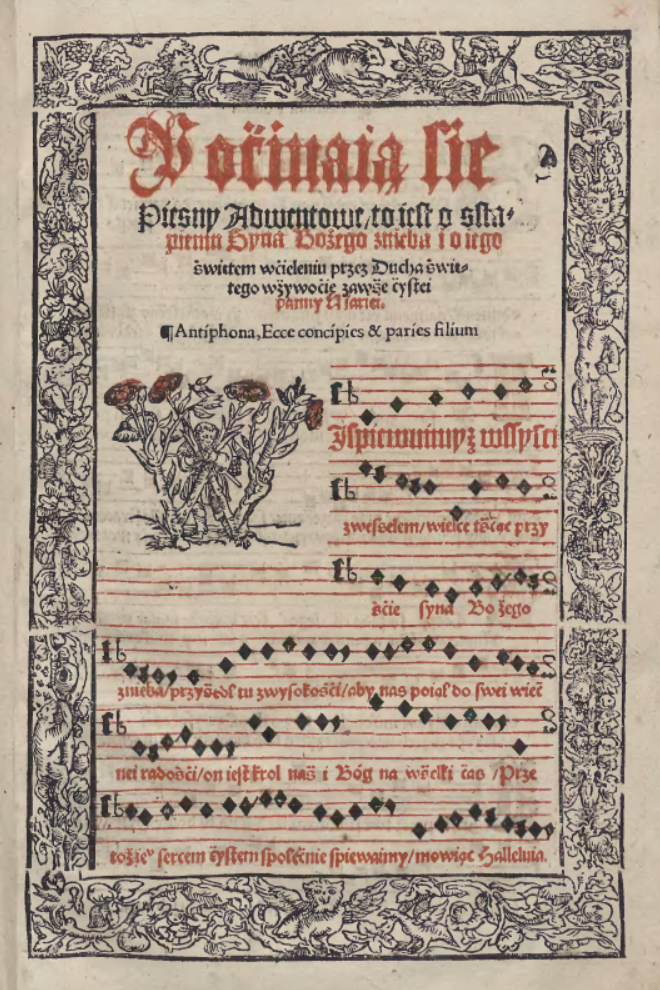
Валентин из Бржозова «Cantional или Книга Хвалы Божества». 1554

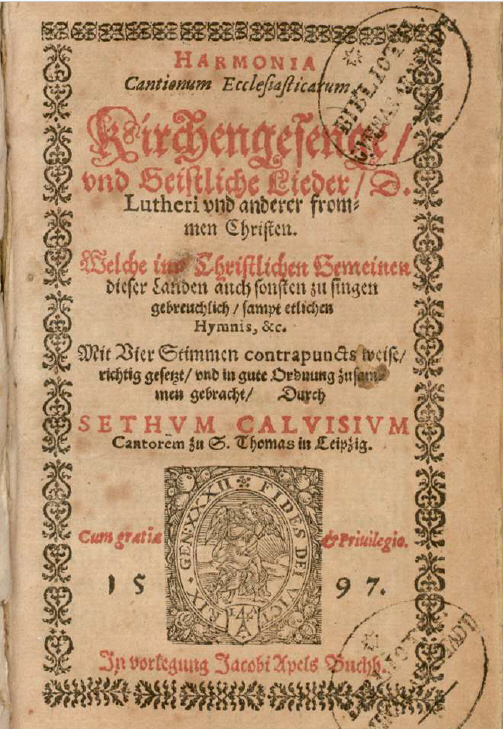
Зет Кальвизий. Канционал (Harmonia cantionum ecclesiasticarum, 1597), обложка

Канционал (лат. cantio) — сборник многоголосных литургических песнопений и церковных песен католической и протестантской церкви для совместного исполнения церковным хором и общиной.
Канционалы содержали тексты и записи мелодии. Особенно широко были распространены в Германии и Чехии с середины XV века, распространялись прежде всего диссидентскими движениями. Исполнялись в костёлах поляков реформаторского вероисповедания. В период Контрреформации на основе средневеково-ренессансного канционала появляется 2 типа сборников: церковный канционал и песенник. Основой церковного канционала стали одноголосные григорианские песнопения, но в него включены и одноголосные песенные сочинения, а в некоторых случаях — многоголосные композиции. К этой разновидности канционала относится, например, «Cantionale Catholicum: Régi, és uj, deák, és Magyar aítatos egyházi énekek» (Католический Канционал: Старые и новые венгерские благочестивые церковные песнопения), составленный и подготовленный к печати трансильванским францисканцем Яношем Кайони.
В числе авторов польских и чешских канционалов Мартин Лупач,
Ян Секлюциан (1547), Валентин из Бржозова (1554), Пётр Артомиус (1587), Кшиштоф Крайньский (1599), Ю. Трановский (1636) и др.
В Германии 2-й половины XVI и первой половины XVII веков канционал — сборник главным образом четырёхголосных (SATB) обработок церковных песен лютеран, часто именуемых протестантскими хоралами. Мелодия обычно располагалась в верхнем голосе (S). Наряду с нотированными хоралами канционал может содержать тексты без нот. Часть мелодического материала составляют традиционные григорианские распевы (например, гимны), как на оригинальной латыни, так и (чаще) с немецкой подтекстовкой.
Хоралы канционалов написаны в моноритмической фактуре (на жаргоне — «столбами», нем. Kantionalsatz), гармонизация выдержана преимущественно в простой диатонике, что  соответствует генеральному для протестантизма тренду общедоступности богослужения, облегчает вовлечение в богослужение (поющей) общины.
Несмотря на всю простоту хоралов, многие из них имеют художественную ценность, что подтверждается многолетней практикой их использования — как в богослужении, так и в концертном (хоровом) репертуаре светских музыкантов — вплоть до XXI века. Среди авторов канционалов — видные немецкие композиторы Зет Кальвизий (1597), Иоганн Герман Шейн (1627), Мельхиор Вульпиус (1646), Иоганн Крюгер (ок. 1650) — все они наряду с обработками известных (более ранних) церковных песен сочиняли свои и делали их четырёхголосные обработки на манер «обычных хоралов».